# Manuel Blasco (astrónomo)
| Asteroides descubiertos: 5 | Asteroides descubiertos: 5 |
| -------------------------- | -------------------------- |
| (9900) Llull               | 13 de junio de 1997        |
| (20140) Costitx            | 23 gosto 1996              |
| (20141) Markidger          | 13 de septiembre de 1996   |
| (71855) 2000 UF110         | 31 de octubre de 2000      |
| (73845) 1996 RF3           | 6 de septiembre de 1996    |

Manuel Blasco, conocido como Manolo Blasco, es un astrónomo aficionado español.

## Biografía
El Centro de Planetas Menores lo acredita con el descubrimiento de cinco asteroides, realizados entre 1996 y 2000, incluido uno con la colaboración de Salvador Sánchez.